# François Galabert
François Galabert, né le 11 mars 1873 à Montauban (Tarn-et-Garonne) et mort le 12 décembre 1957 à Toulouse (Haute-Garonne), est un archiviste, bibliothécaire et historien français.

## Biographie

### Enfance et formation
Issu d'une famille bourgeoise et protestante de Montauban, François Galabert est le fils d'Edmond Galabert, proche du compositeur Georges Bizet et de l'écrivain Émile Pouvillon. La musique et les lettres occupent donc une place importante dans son environnement familial.
Après avoir obtenu une licence d'histoire à l'université de Toulouse, François Galabert envisage d'entrer à l'École normale supérieure, avant de rejoindre finalement l'École nationale des Chartes en 1897, où il est marqué par l'enseignement du médiéviste et dreyfusard Arthur Giry, comptant parmi ses camarades de promotion Joseph Calmette et Charles Samaran. Lors de sa troisième année à l'École, il est chargé de classer et d'établir le catalogue de la bibliothèque de Giry, décédé en 1899. Il sort diplômé en 1901 après avoir soutenu une thèse portant sur le prieuré de Saint-Martin-des-Champs, des origines à la fin du XVe siècle.

### Carrière

#### Archiviste et bibliothécaire
En 1902, François Galabert est nommé archiviste de l'Ariège, où il effectue un important travail d'inventaire du fonds de la Révolution française, dispersé sur tout le territoire départemental.
En 1904, il est responsable des Archives municipales de Toulouse dont les locaux sont situés dans le donjon du Capitole, « local pittoresque, mais incommode, voire pénible ». Il entreprend un important travail de rédaction d'un répertoire général, constituant « la grande œuvre de sa carrière », travail qu'il poursuit après sa retraite prise en 1937.

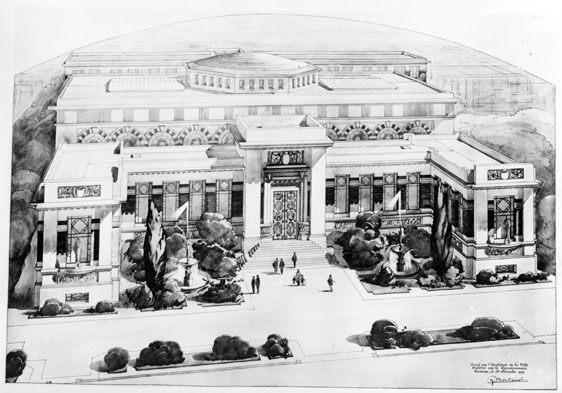
Dessin en perspective de la Bibliothèque municipale de Toulouse, rue de Périgord

Il devient directeur de la Bibliothèque municipale de Toulouse en 1920, fonction qui lui permet de participer à la modernisation de la lecture publique à Toulouse impulsée lors des deux mandats du maire socialiste Étienne Billières. En 1929, il présente devant l'Académie des Inscriptions et des Belles-Lettres de Toulouse aux côtés de l'architecte Jean Montariol, les plans du bâtiment qui deviendra la nouvelle Bibliothèque du Périgord. Cette nouvelle bibliothèque, inaugurée le 30 mars 1935, rassemble les 220 000 volumes de la bibliothèque d'études située alors dans les locaux exiguës de la rue Lakanal et les 20 000 volumes de la bibliothèque populaire municipale, entrainant de fait une cohabitation entre un public de chercheurs et un public populaire.
Le déménagement des collections documentaires terminé, Galabert lance la réalisation d'un plan de classement des livres et des périodiques de la bibliothèque, et met en place différentes expositions, comme la présentation de la Collection Molière en 1922 ou l'exposition des pièces rares (incunables, manuscrits etc.) en 1937.

#### Chercheur et enseignant
À partir de 1906, François Galabert est chargé de donner un cours complémentaire consacré aux sciences auxiliaires de l'histoire à la Faculté des Lettres de Toulouse, cours qu'il enseigne dans les locaux de l'Institut d'études méridionales. Imprégné de l'enseignement d'Arthur Giry, Galabert incorpore dans son initiation aux écritures anciennes une dimension pratique et des notions techniques, notamment en paléographie,. Dispensant son enseignement pendant une cinquantaine d'années, Galabert est l'auteur de plusieurs études sur l'histoire méridionale, tant en histoire médiévale que moderne et contemporaine. Il publie pour ses étudiants un Album de paléographie et de diplomatique, sous-titré fac-similés de documents. L'histoire du midi de la France et en particulier de la ville de Toulouse conservés dans les archives méridionales, où il souhaite « concilier la pédagogie de la paléographie et la constitution d'un corpus de textes pouvant intéresser les historiens ». La Première Guerre mondiale vient toutefois perturbés la publication, puisque sur les dix fascicules prévus, quatre seulement voient le jour entre 1913 et 1933,.
Inscrit dans la sphère intellectuelle de la France méridionale, François Galabert collabore à la Revue d'histoire moderne, devient secrétaire de la rédaction des Annales du Midi en 1910 et se retrouve être un proche des équipes de la maison Privat, acteur important de la diffusion de l'histoire locale.

## Publications
- Toulouse, précis historique et archéologique, Toulouse, Éditions Privat, coll. « Petite bibliothèque d'histoire, géographie et archéologie régionales » (no 2), 1944, 47 p. (lire en ligne)

La liste complète des publications de François Galabert a été publié dans les mélanges parus l'année de son décès.

## Distinction
- Officier de la Légion d'honneur

### Sources
- Nouvelle Bibliothèque municipale : Pose de la première pierre (25 juin 1932) : Ville de Toulouse ; discours prononcés par François Galabert, Jules Julien, Pol Neveux, Toulouse, Éditions Privat, 1932, 53 p. (lire en ligne)
- Nouvelle Bibliothèque municipale : Inauguration (30 mars 1935) : Ville de Toulouse ; discours prononcés par Jules Julien, Pol Neveux, François Galabert, Jules Marsan, Toulouse, Société méridionale d'impression, 1935, 71 p. (lire en ligne)